# Восход-2
«Восход-2» — советский пилотируемый космический корабль серии «Восход», запущенный 18 марта 1965 года с космодрома Байконур. Длительность полёта 26 часов 2 минуты. Во время полёта впервые в мире человек вышел из космического корабля в открытый космос.

## Экипаж
- Павел Иванович Беляев, командир
- Алексей Архипович Леонов, пилот.

## Подготовка к полёту

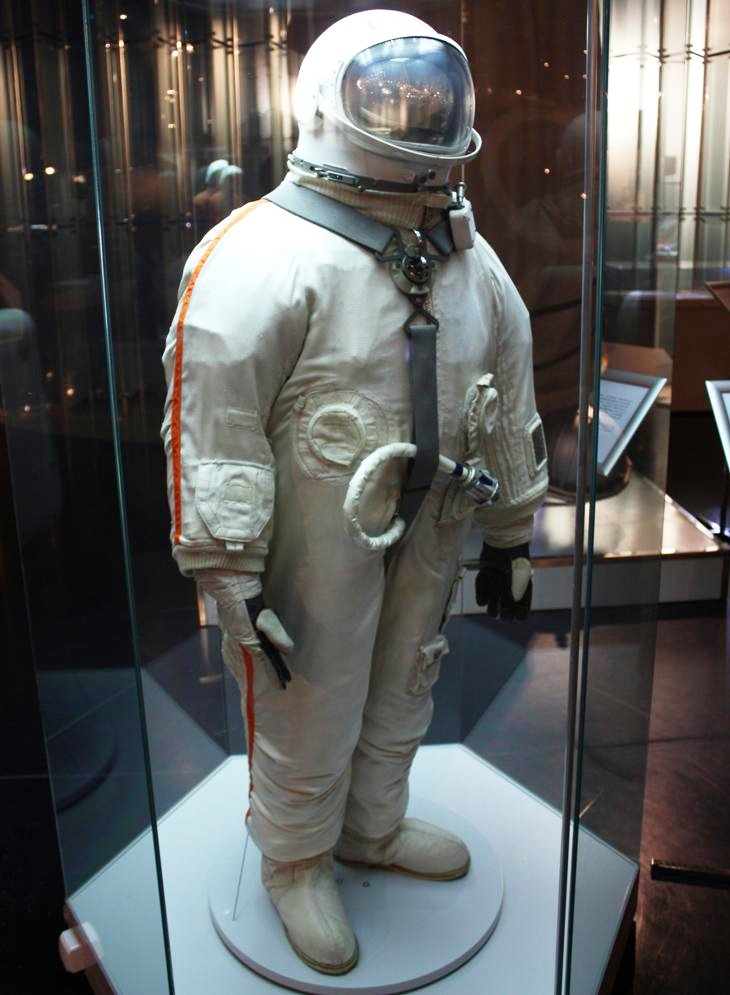
Скафандр «Беркут» для выхода в открытый космос

После первого полёта многоместного космического корабля «Восход-1» была подготовлена вторая модификация космического корабля с целью осуществления выхода космонавта в открытое космическое пространство. Корабль «Восход-1» имел экипаж из трёх космонавтов без скафандров. Вторая модификация корабля предусматривала два места для космонавтов в скафандрах и имела шлюзовую камеру с системой шлюзования.
Шлюзовая камера «Волга», которая должна была находиться в сложенном состоянии до выхода на орбиту, в космосе надувалась, а перед сходом с орбиты и приземлением отстреливалась от корабля.

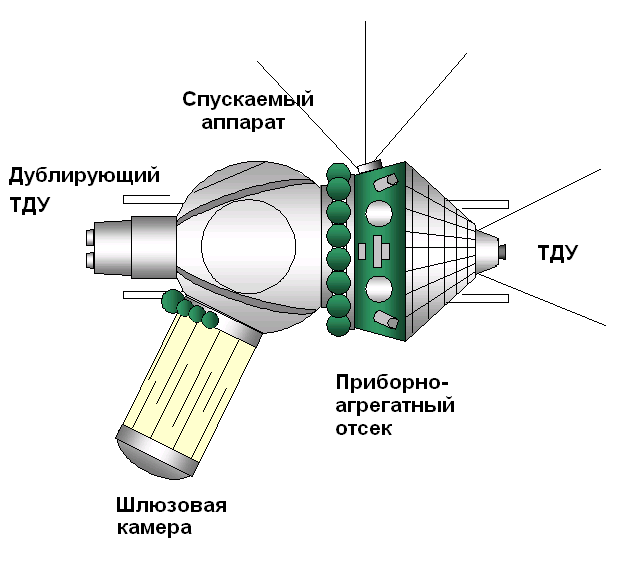
Схема корабля «Восход-2»

В июле 1964 года был назначен экипаж для выполнения полёта на корабле «Восход-2». Основной экипаж: Павел Беляев — командир и Алексей Леонов — пилот; дублирующий экипаж: Виктор Горбатко и Евгений Хрунов. Позже к подготовке к полёту был привлечён и Дмитрий Заикин.
Для выхода в открытый космос в НПО «Звезда» был создан специальный скафандр «Беркут». Тренировки выхода в открытый космос проводились в самолёте Ту-104, в салоне был установлен макет корабля «Восход-2» в натуральную величину. Тренировки проходили во время короткого состояния невесомости, возникавшего во время полёта по параболической траектории.
9 февраля 1965 года было окончательно решено, что в космос отправятся Беляев и Леонов, а дублёрами будут Заикин и Хрунов. Горбатко считался запасным.
За три недели до предполагаемого запуска «Восход-2», 22 февраля 1965 года был запущен аналогичный аппарат «Космос-57» в беспилотном режиме. Основная задача — проверка работ системы шлюзования — была полностью выполнена, однако при возврате аппарата возник сбой, из-за чего спуск начался в незапланированном районе. Через 22 минуты сработала система самоуничтожения с целью недопущения приземления аппарата вне территории СССР. Образовавшиеся обломки в течение нескольких дней сгорели в плотных слоях атмосферы. Несмотря на эту аварию, было решено продолжить работы по запуску основного аппарата.
В день запуска перед стартом скафандры надели только Беляев, Леонов и Хрунов, который был подготовлен к выполнению функции как командира, так и пилота, и при необходимости смог бы заменить или Беляева, или Леонова. Перед лифтом к Леонову подошёл Королёв и сказал: «Я прошу одно. Ты, Лёша, только выйди из корабля и войди в корабль. Пусть солнечный ветер будет тебе попутным».

## Технические данные
- Масса корабля: 5682 кг
- Перигей: 167 км
- Апогей: 475 км
- Наклонение орбиты: 64,8°
- Период обращения: 90,9 мин
- Пройденное расстояние: 717 300 км

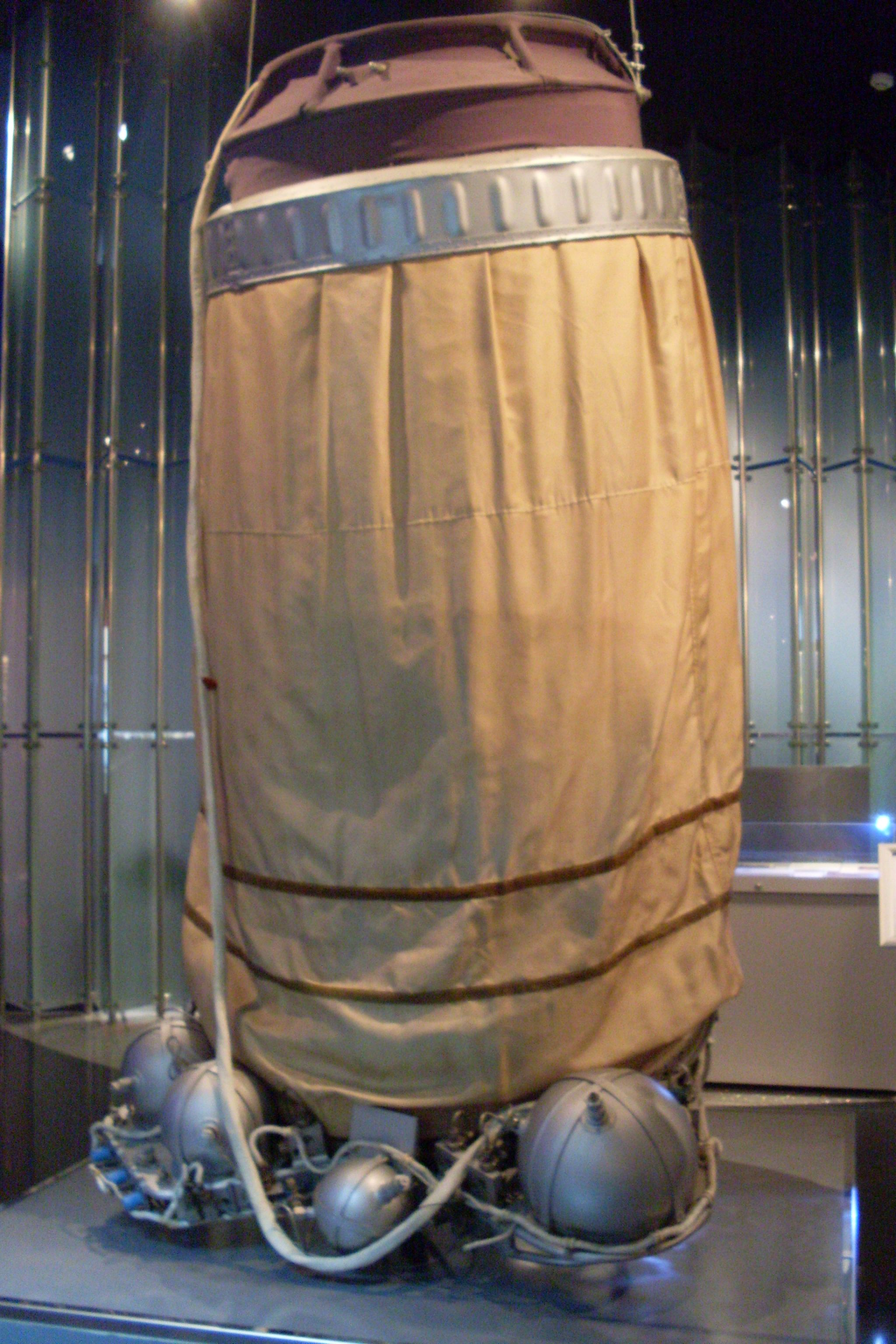
Шлюзовая камера корабля «Восход-2»

Шлюзовая камера. В сложенном состоянии: диаметр — 70 см, длина — 77 см. В надутом состоянии: внешний диаметр — 1,2 метра, внутренний диаметр — 1 метр, длина — 2,5 метра. Масса шлюзовой камеры — 250 кг.

## Полёт
«Восход-2» стартовал 18 марта 1965 года в 10:00 мск (07:00 по Гринвичу) с космодрома Байконур.

### Выход в открытый космос

Алексей Леонов в открытом космосе

Сразу после выхода на орбиту, уже на первом витке, была надута шлюзовая камера, состоящая из 12 «пневморёбер». Перед выходом оба космонавта были в скафандрах. Беляев был готов в случае непредвиденных обстоятельств помочь Леонову вернуться в корабль. Выход в открытый космос начался на втором витке. Беляев с пульта управления открыл люк в шлюзовую камеру (люк спускаемого аппарата). Леонов в скафандре перебрался в неё. Беляев закрыл за ним люк и начал разгерметизацию камеры. В это время корабль находился над Египтом (вне зоны радиосвязи с наземными пунктами слежения на территории СССР). В 11:32:31:13 Беляев открыл люк шлюзовой камеры, и в 11:34:51 Леонов выплыл в безвоздушное пространство. В момент выхода Леонова в открытый космос Беляев передал сообщение в эфир: «Человек вышел в космическое пространство! Человек вышел в космическое пространство! Находится в свободном плавании!»
На внешней поверхности корабля были установлены две передающие камеры телевизионной системы «Топаз-25» (25 кадров в секунду). Приём телесигнала осуществлялся на спиральную антенну ТНА-150 с эффективной площадью приёма в 150 м2 на полигоне «Медвежьи озёра» (Московская область), а также приёмными станциями в Красном Селе (Ленинградская область), на Симферопольском измерительном пункте и на объекте «Уссурийск» на Дальнем Востоке. Принятое на каждой станции изображение записывалось на киноплёнку. Съёмка с внешней поверхности корабля осуществлялась также специальной кинокамерой С-97. В скафандр Леонова была встроена фотокамера Ф-21, разработанная в ведомстве КГБ, но сделать снимки не удалось, так как при перемещении космонавта из спускаемого аппарата в шлюзовую камеру оторвался манипулятор фотокамеры:16.
Пять раз Леонов удалялся от корабля и возвращался к нему с помощью фала, позволявшего удаляться от обреза шлюзовой камеры на расстояние до 5,35 метра. После отхождения от корабля Леонов проплывал над Чёрным морем, Кавказским хребтом, Волгой, Иртышом, Енисеем.

### Возвращение в корабль
Выход в открытый космос закончился во время пролёта корабля над Якутией. В свободном полёте Леонов находился 12 минут и 9 секунд. Возвращение в шлюзовую камеру было осложнено тем, что из-за большой разности давлений снаружи и внутри скафандра требовались большие усилия для сгибания оболочки скафандра, который к тому же несколько раздулся. Только после того как Леонов снизил давление кислорода внутри скафандра с 0,4 до 0,27 атм, он смог войти в шлюзовую камеру, толкнув сначала туда снятую кинокамеру С-97:34—35:20. В 11:48:34 был закрыт люк шлюзовой камеры:13, и через три минуты начался наддув воздуха. После достижения нормального давления и открытия люка спускаемого аппарата Леонов развернулся в шлюзовой камере головой к люку и, войдя наполовину в спускаемый аппарат, закрепил на кронштейнах кинокамеры: С-97 и ещё одну, С-08, которая была установлена внутри шлюзовой камеры:8. Затем, развернувшись в шлюзовой камере, вошёл в спускаемый аппарат «ногами вперёд»:35. Вопреки инструкциям, не закрыв люк и не проверив герметичность, Леонов открыл шлем и протёр глаза от заливавшего их пота:21—22.
Вскоре после закрытия люка корабля экипаж заметил нарастание парциального давления кислорода в кабине, но не мог понять причину, так как датчик люка показывал его закрытие. Парциальное давление превышало нормальное (160 мм рт. ст.) в два раза и более, что создало угрозу взрыва, аналогичную причине гибели Бондаренко и экипажа Аполлон-1, — малейшая искра в системе электроснабжения могла привести к воспламенению обогащённой кислородом воздушной смеси в кабине. Через 7 часов полёта рост общего давления до 920 мм рт. ст. привёл к срабатыванию аварийного клапана перепуска, возник вибрационный толчок, после чего состав воздушной смеси и давление в кабине стали приходить в норму. Объяснение всему произошедшему было дано позднее.
Шлюзовая камера по команде командира корабля была отстрелена, но её отстрел повлиял на автоматическую стабилизацию полёта, вышла из строя система ориентации, что привело к большой угловой скорости вращения корабля в двух плоскостях, корабль делал полный оборот в течение 20—22 с. Затем угловая скорость стала уменьшаться, и к 15 витку полный оборот происходил за 55 с. По команде с Земли устранить вращение удалось включением ручного управления и последующим выключением его:6.

### Посадка корабля
Посадка корабля «Восход-2» должна была состояться после 17 витков в автоматическом режиме в расчётной точке в районе Кустаная, где были сосредоточены поисковые силы и средства, но автоматика отказала. Экипажу была дана команда сажать корабль вручную на 18-м или 22-м витке. Как рассказывал впоследствии Леонов, экипаж сам выбирал район для посадки — в 150 км западнее Соликамска — в тайге, чтобы не было предприятий и линий электропередач. На 18-м витке Беляев перевёл корабль на ручное управление. Так как кресла космонавтов в кораблях «Восход» были повёрнуты на 90° относительно пульта (и относительно исходного положения на кораблях «Восток»), ручное управление было невозможно, если космонавты пристёгнуты в кресле «по-посадочному». Поэтому Леонову и Беляеву пришлось покинуть кресла, после чего Беляев сначала грубо, затем точно сориентировал корабль и включил тормозную двигательную установку (ТДУ). Когда ТДУ заработала, корабль начал разворачиваться, возможно из-за смещённого центра масс (как докладывал позже Беляев), так как экипаж был не в креслах. Космонавты стали занимать свои места, при этом Беляев ручкой управления выравнивал корабль по вектору скорости:7—9.
Спускаемый аппарат приземлился примерно в 70 км западнее Соликамска и 180 км к северу от Перми. Координаты места приземления, указанные в Акте Федерации авиационного спорта СССР от 19 марта 1965 года (59°34′03″ с. ш. 55°28′00″ в. д.), впоследствии были уточнены и составляют 59°34′21″ с. ш. 55°29′35″ в. д..

## Спасательная операция

### 19—20 марта
Приземление состоялось 19 марта в 12:02:17 в заснеженной тайге, далеко от населённых пунктов, в пересечённой оврагами местности в 2 км от русла реки Уролки. В спускаемом аппарате был коротковолновый передатчик, по которому азбукой Морзе автоматически передавалось «ВН, ВН…» — все нормально. Сигнал был принят «то ли в Алма-Ате, то ли на Сахалине». Сигнал радиомаяка принимался стационарными радиопеленгационными комплексами «Круг», но погрешность определения места посадки составляла 50—70 км. Кроме того, у космонавтов была УКВ-радиостанция Р-126, но для успешного использования её надо было извлечь из спускаемого аппарата и снабдить высоко поднятой антенной.
Примерно в 15:50:10 место посадки было обнаружено с гражданского вертолёта Пермского авиаотряда по ярко-красному куполу парашюта. Космонавты развели костёр, через 40—50 минут с вертолёта им сбросили зимние полётные куртки, унты, а в хозяйственной сумке топор и ракетницы с тремя ракетами. Всё было подобрано за исключением унтов, которых не удалось найти. Используя комбинацию скафандра и полётной куртки, космонавты создали себе подобие тёплой одежды. Вещи, сбрасываемые с вертолётов позже, не в режиме висения, найти на значительном удалении и в глубоком снегу было невозможно:20.
После обнаружения космонавтов, на расстоянии 5 км от них на подходящей поляне (но ограниченного размера и с высоким снежным покровом) сел вертолёт, из экипажа которого к космонавтам пешком отправились два человека. Однако из-за глубокого снега и наступления темноты они вынуждены были вернуться. К месту посадки корабля продвигались две автомашины с солдатами полка ПВО, но они были далеко от района посадки.
Работа вертолётов в районе посадки была затруднена из-за большой высоты деревьев (30—40 метров), а в ночных условиях была полностью приостановлена. До окончания светового дня одному из самолётов Ан-12 удалось запеленговать работу радиомаяка спускаемого аппарата и выйти в район посадки. Самолёты Ан-12 и Ил-14 попеременно находились в этом районе с целью возможного установления двусторонней радиосвязи с космонавтами и доразведки обстановки. Однако в день посадки связь установить не удалось:20.
Первую из двух ночей на месте посадки космонавты провели одни. Спускаемый аппарат остывал на морозе, внутри кабины становилось всё холоднее. Скафандр Леонова ещё при выходе в открытый космос изнутри был мокрым от пота и конденсата. Ночью космонавты сняли скафандры, отжали бельё от накопившейся влаги, вновь оделись и дополнительно утеплились, используя споротые куски внутренней экранно-вакуумной теплоизолирующей обшивки кабины (несколько слоёв алюминиевой фольги с синтетической тканью — дедероном). Ночь провели в креслах-ложементах кабины, закутанные кусками обшивки и парашютными стропами.

### 20—21 марта
На другой день, 20 марта, космонавтам удалось с большими усилиями (с помощью топора) извлечь радиостанцию Р-126, поднять антенну и установить радиосвязь с самолётами:12—13. Затем к месту посадки стали прибывать спасатели поисковой группы, а также хорошо ходившие на лыжах лесники из организованных местных поисковых групп. Часть спасателей удалось высадить на удалении 2 км (по другим источникам 1,5 км) от космонавтов из вертолёта в режиме висения над небольшой площадкой с не очень высокими деревьями (затем эта малая площадка была расчищена доставленными сюда лесорубами и стала промежуточным пунктом эвакуации). Из-за большой глубины снежного покрова на преодоление 2 км первой группе спасателей (3 человека) потребовалось 3 часа, группа добралась до космонавтов в 11:35.
На поляне, где была возможна посадка вертолётов, в пяти километрах от космонавтов был развёрнут штаб руководства спасательной операцией. Отсюда, с большой площадки, 20 марта к космонавтам отправилась на лыжах ещё одна группа спасателей. Эвакуация космонавтов вертолётами без посадки (в режиме висения) была запрещена осуществлявшим общее руководство операцией маршалом авиации Руденко. К вечеру 20 марта около экипажа собрались 22 человека. У космонавтов появилось тёплое белье, унты. В большом котле вскипятили воду, космонавты помылись. Вторую ночёвку космонавты провели в построенном на месте посадки бревенчатом срубе.

### 21—22 марта
Утром 21 марта на большую площадку, где ночевали три вертолёта Ми-4, прибыли два Ми-6. Затем один Ми-4 вылетел к космонавтам, а другой — на малую площадку. В 6:50 космонавты со спасателями (всего 7 человек) отправились на малую площадку и в 8:06 подошли к Ми-4. Через 20 минут Ми-4 высадил космонавтов на большой площадке, там они пересели в Ми-6, который в 9:50 доставил их на аэродром Большое Савино. В живом людском коридоре встречающих космонавты, пересевшие через некоторое время в автомашину, медленно продвигались к домику, где была запланирована встреча с корреспондентами, руководителями партийных и советских органов Пермской области и города, там состоялась короткая пресс-конференция. Назначенный на 11:00 вылет самолёта Ан-10 с Беляевым и Леоновым из Перми в Байконур был задержан на час с небольшим, в частности из-за переговоров космонавтов с Леонидом Брежневым.
На месте посадки спускаемого аппарата после убытия космонавтов лесорубами была расчищена площадка 70×200 м для вертолёта в режиме висения и подцепки объекта 25-метровым тросом. Спускаемый аппарат был эвакуирован 22 марта вертолётом Ми-6 и доставлен в Большое Савино.

## Результаты полёта
В полёте произошло семь аварий — по словам Леонова, три или четыре ситуации несли смертельную опасность. Самая тяжёлая из них произошла, когда отказала система управления: была выключена вся автоматическая программа и не было связи с Землёй.
Ситуация с двумя ночёвками космонавтов в лесу была признана большим провалом существующей на тот момент службы поиска. Она показала, что для быстрых и согласованных действий по организации поисково-спасательной службы необходимы объединённые усилия всех ведомств, имеющих в наличии воздушные суда и наземные средства поиска. Итоги полёта в какой-то степени дали толчок развитию системы авиационно-космического поиска и спасания, что впоследствии привело к созданию Единой государственной авиационной поисково-спасательной службы СССР.
Стала очевидной необходимость курса выживания для космонавтов в различных климатических и географических зонах — проведения тренировок в условиях, приближенных к экстремальным. Ряд замечаний высказали космонавты в своём послеполётном отчёте, в частности, по комплектации носимого аварийного запаса на будущие полёты, а также о необходимости оборудования вертолётов поисково-спасательной службы средствами для безопасного подъёма экипажа корабля в режиме висения:20—21, 30.
Совершив первый выход в открытый космос, советские космонавты опередили планы США. Через два с половиной месяца выход в космос совершил американский астронавт Эдвард Уайт.
Полёт корабля «Восход-2» был последним пилотируемым полётом кораблей типа «Восход». Ранее планировался длительный, до 15 суток, пилотируемый полёт на корабле «Восход-3», но этот полёт был отменен. Был осуществлён длительный полёт корабля «Восход» («Космос-110») с собаками Ветерок и Уголёк на борту. Этот полёт начался 22 февраля 1966 года и продолжался 20 суток. Это был последний полёт кораблей «Восход».
В это время в Советском Союзе разрабатывался новый пилотируемый корабль «Союз», который совершил первый полёт с космонавтом на борту в апреле 1967 года.

## Информация о полёте

### Сообщение ТАСС
Из сообщения ТАСС 18 марта 1965 года:
Сегодня, 18 марта 1965 года, в 11 часов 30 минут по московскому времени при полете космического корабля «Восход-2» впервые осуществлен выход человека в космическое пространство. На втором витке полёта второй пилот лётчик-космонавт майор Леонов Алексей Архипович в специальном скафандре с автономной системой жизнеобеспечения совершил выход в космическое пространство, удалился от корабля на расстоянии до пяти метров, успешно провёл комплекс намеченных исследований и наблюдений и благополучно возвратился в корабль. С помощью бортовой телевизионной системы процесс выхода товарища Леонова в космическое пространство, его работа вне корабля и возвращение в корабль передавались на Землю и наблюдались сетью наземных пунктов. Самочувствие товарища Леонова Алексея Архиповича в период его нахождения вне корабля и после возвращения в корабль хорошее. Командир корабля товарищ Беляев Павел Иванович чувствует себя также хорошо.

### Фильмы
- В скафандре над планетой — (ЦСДФ, 1965).
- Алексей Леонов. Космический пешеход (Les films de la Castagne, Les Docs du Nord, Screen-film, Франция — Россия, реж. В. Козлов, 2011).
- Алексей Леонов. Прыжок в космос (ВГТРК, 2014), режиссёр Алексей Китайцев[28]
- Алексей Леонов. Первый в открытом космосе (2014).
- Время первых (2017).

### Память
24 марта 1965 года администрация Перми приняла решение переименовать улицу Ишимбаевскую в улицу космонавта Беляева, улицу Таллинскую в улицу космонавта Леонова, а Казанский тракт — на участке от аэропорта до города — в шоссе Космонавтов.
В 1968 году, во время посещения Перми, космонавтам торжественно вручили дипломы о присвоении звания «Почётный житель Перми».
В 1968 году на месте посадки спускаемого аппарата был установлен шестиметровый памятный знак из титана. В 1977 году здесь побывал Алексей Леонов. В 1990-х годах титановую конструкцию срезали охотники за цветным металлом. В 2011 году на этом месте был установлен новый памятный знак из чёрного гранита, на котором высечены благодарные слова космонавта Алексея Леонова:
Только такая гостеприимная земля, на которой живут люди с доброй душой, могла принять так мягко космический корабль, который шёл к земле со скоростью 8 км/сек. По своей духовности, энергии, внутреннему убеждению, по размаху души вы выше многих народов, процветающих в материальном благополучии. Вы живете красивой, русской, северной жизнью. Спасибо вам за это.

### Рассекреченные документы
В марте 2020 года был опубликован ряд рассекреченных документов, связанных с полётом космического корабля «Восход-2».